# Battōjutsu
Battojutsu (em japonês:  抜刀術, Battō-jutsu) é uma disciplina das artes marciais japonesas que tem por objecto o estudo e a prática do desembainhamento da espada — katana — com o fito de executar um corte. Conquanto tratar-se, no mor das vezes, de sinonímia com iaijutsu, esta última quer parecer possuir espectro mais amplo, pelo que não se detém apenas em executar o corte directo. A arte de battojutsu, por outro lado, estaria mais conectada ao enfrentamento real.